# Lille Skensved Station
Lille Skensved Station er en jernbanestation mellem Køge og Havdrup på den enkeltsporede jernbanestrækning Lille Syd.
Stationsbygningen opførtes i 1908 med Heinrich Wenck som arkitekt. Bygningsmæssigt ligner den hovedbygningen på Herfølge Station på samme strækning, samt stationsbygningerne på en række privatbaner.
Ved etableringen fik stationen et mekanisk centralapparat af typen Siemens & Halske. Det blev i 1985 udskiftet med et sikringsanlæg DSB type 1977.
Sidesporsanlægget med læssevej og rampe lå – som på de fleste af strækningens landstationer – på samme side af hovedsporene som stationsbygningen; i Lille Skensveds tilfælde syd for denne. Sidesporene er nu nedlagt, men der blev i 2007 etableret et længere sidespor til transportcenteret ved Ølby.

## Antal rejsende
Ifølge Østtællingen var udviklingen i antallet af dagligt afrejsende: 
| År   | Antal | År   | Antal | År   | Antal | År   | Antal |
| ---- | ----- | ---- | ----- | ---- | ----- | ---- | ----- |
| 1984 | 179   | 1993 | 254   | 2000 | 159   | 2005 | 250   |
| 1987 | 169   | 1995 | 224   | 2001 | 224   | 2006 | 204   |
| 1990 | 209   | 1996 | 236   | 2002 | 261   | 2007 | 204   |
| 1991 | 231   | 1997 | 284   | 2003 | 194   | 2008 | 181   |
| 1992 | 219   | 1998 | 238   | 2004 | 209   |      |       |